# Eriocephalus
 Eriocephalus  L., 1753 è un genere di piante angiosperme dicotiledoni della famiglia delle Asteraceae, sottofamiglia Asteroideae, tribù Anthemideae (Southern hemisphere grade) e sottotribù Athanasiinae.

## Etimologia
Il nome del genere deriva da due parole greche "erio" (ἐρίον) (= lana) e "cephalus" (κέφαλος) (= testa) e fa riferimento ai capolini lanosi delle specie di questo genere.
Il nome scientifico del genere è stato definito dal botanico Carl Linnaeus (1707-1778) nella pubblicazione " Species Plantarum" ( Sp. Pl. 2: 926 ) del 1753.

## Descrizione

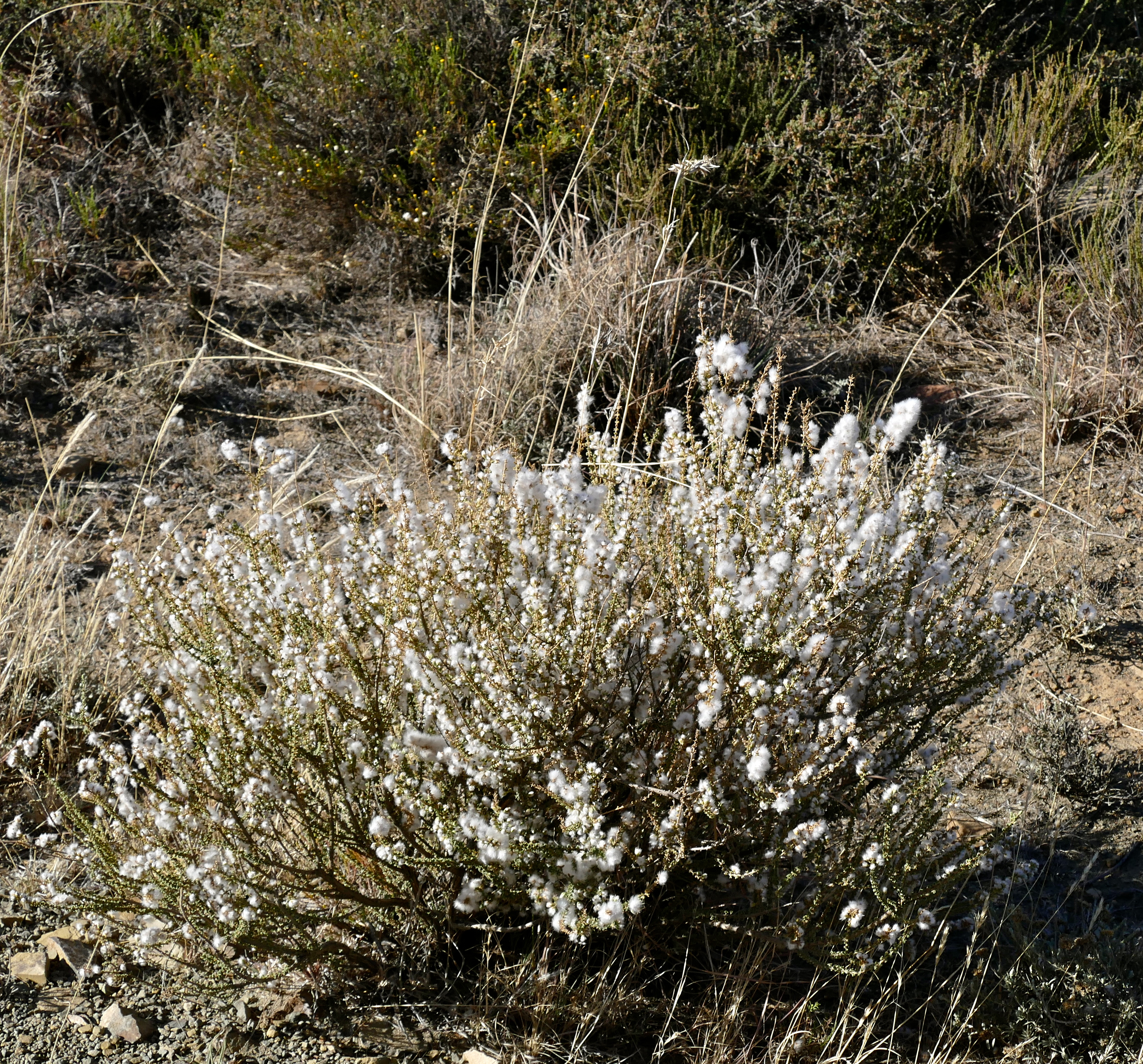
Il portamento
Eriocephalus ericoides

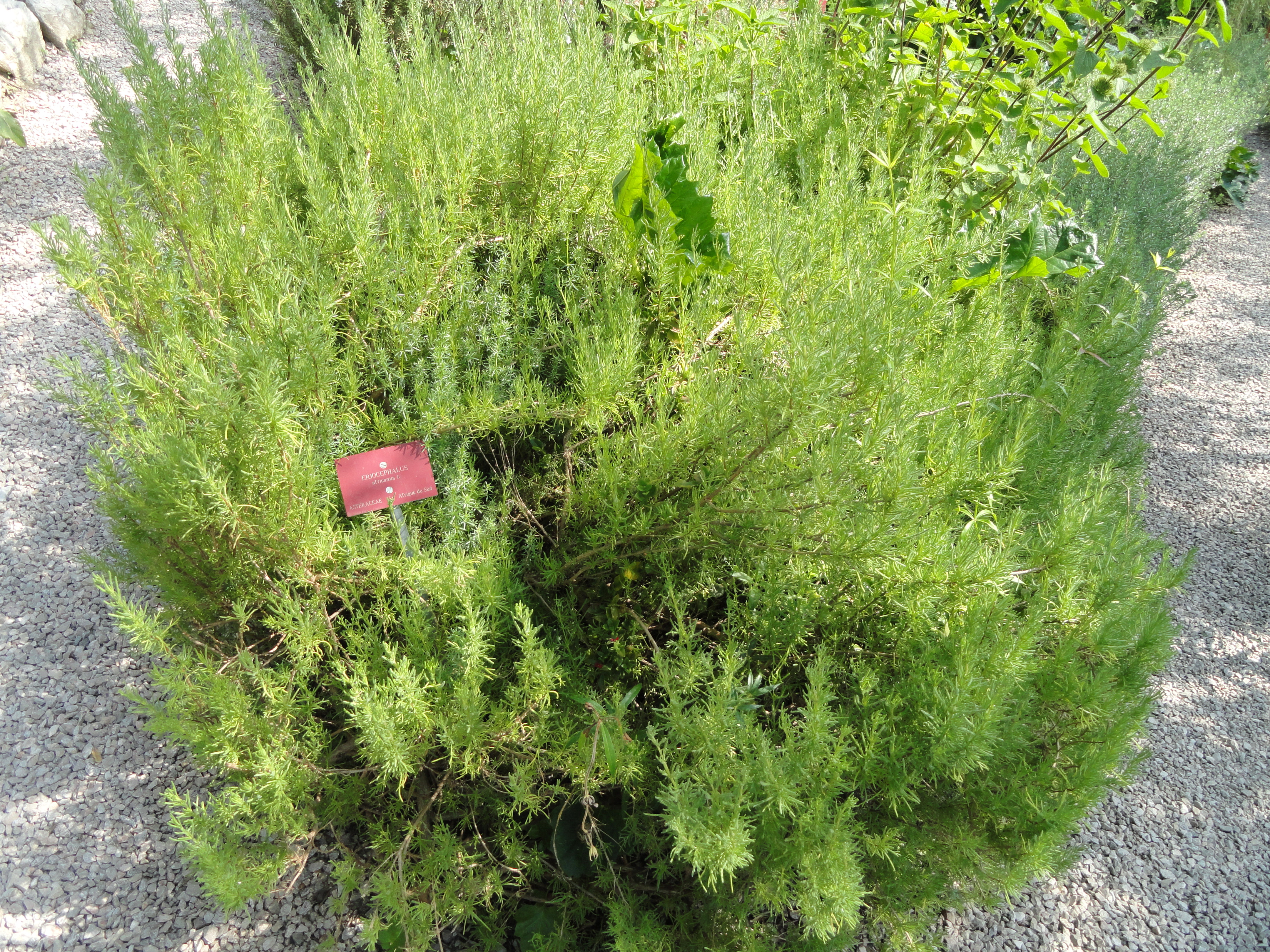
Le foglie
Eriocephalus africanus

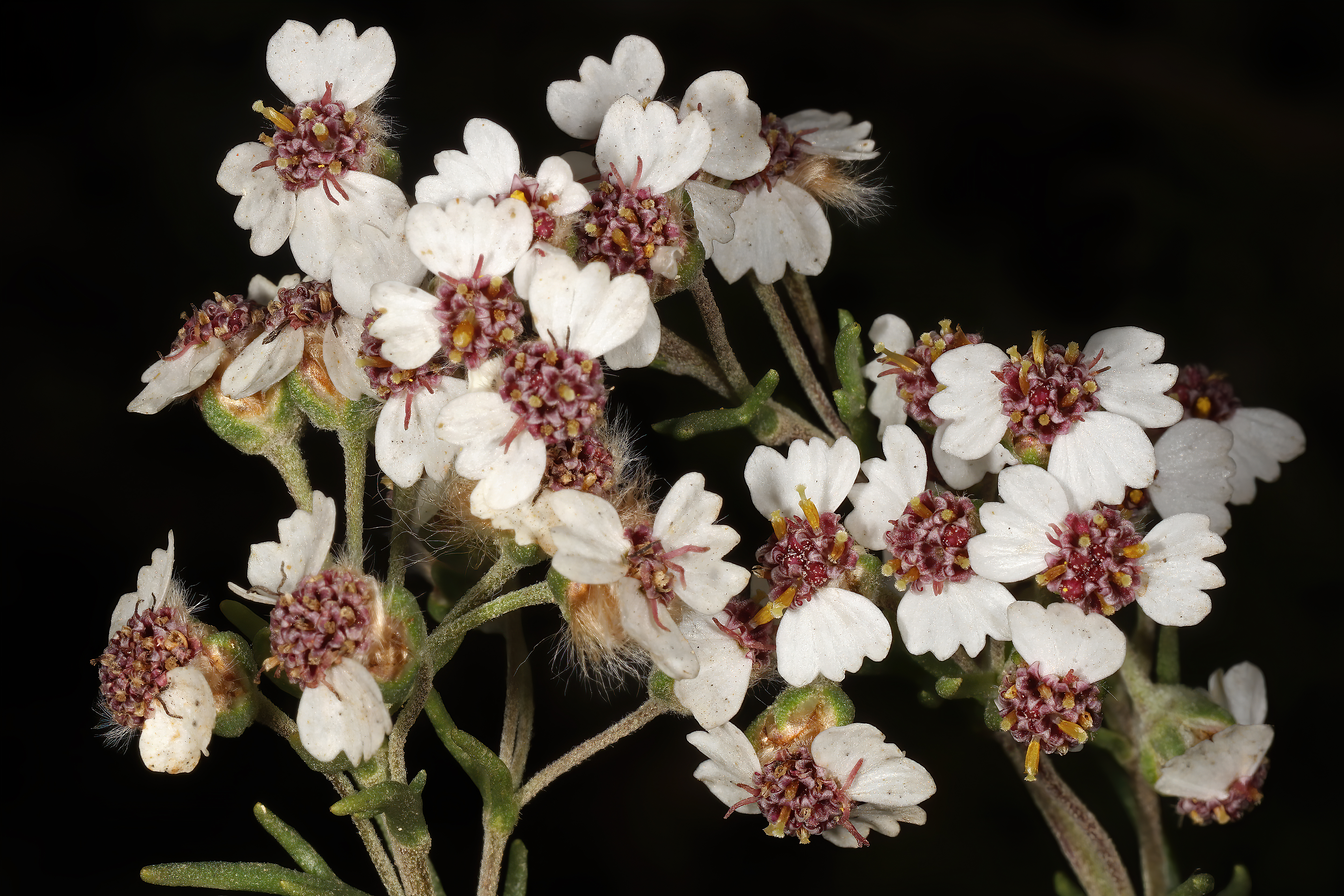
Infiorescenza
Eriocephalus brevifolius

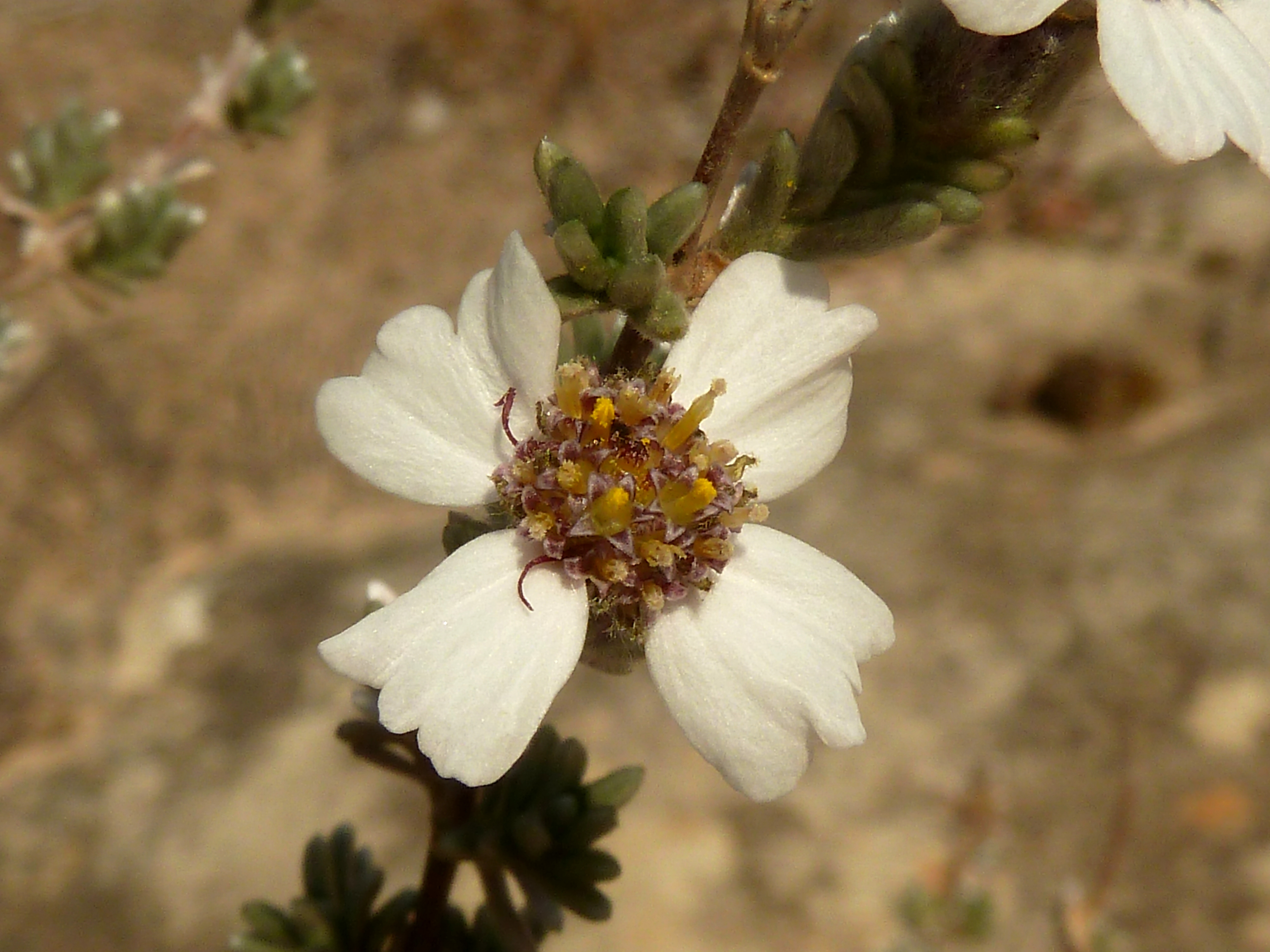
I fiori
Eriocephalus eximius

Portamento. Le piante di questo genere sono prevalentemente arbustive perenni. L'indumento è formato da peli basifissi.
Fusto. La parte aerea in genere è eretta, semplice o ramosa. 
Foglie. Le foglie lungo il caule sono disposte in modo opposto (raramente sono alternate) e fascicolato di tipo ericoide. La lamina è intera, lobata o pennatosetta (1 – 2 volte). 
Infiorescenza. Le sinflorescenze sono formate da capolini raccolti in densi corimbi. Le infiorescenze vere e proprie sono composte da un capolino terminale peduncolato di tipo radiato o disciforme normalmente con fiori eterogami (raramente omogami). I capolini sono formati da un involucro, con forme da emisferiche a urceolate, composto da diverse brattee, al cui interno un ricettacolo fa da base ai fiori di due tipi: fiori del raggio e fiori del disco. Le brattee sono disposte su due file disuguali: quelle esterne sono scariose con ampi margini, quelle interne sono connate intensamente villose. Il ricettacolo, piatto, è provvisto di pagliette avvolgenti la base dei fiori; le pagliette hanno delle forme da ellittiche a lineari e sono villose.
Fiori.  I fiori sono tetra-ciclici (formati cioè da 4 verticilli: calice – corolla – androceo – gineceo) e pentameri (calice e corolla formati da 5 elementi). Si distinguono in:
- fiori del raggio (esterni): sono femminili e sono disposti su una serie; la forma è ligulata (zigomorfa);
- fiori del disco (centrali): sono più numerosi con forme brevemente tubulose (attinomorfe); quelli più esterni sono femminili e fertili gli altri sono funzionalmente maschili.

- Formula fiorale:

*/x K {\displaystyle \infty }, [C (5), A (5)], G 2 (infero), achenio
- Calice: i sepali del calice sono ridotti ad una coroncina di squame.

- Corolla:

- fiori del raggio: la forma della corolla alla base è più o meno tubulosa-imbutiforme, mentre all'apice è ligulata; la ligula può terminare con alcuni denti; il colore è bianco, giallo o rosso;
- fiori del disco: la forma è tubulare bruscamente divaricata in 5 lobi; i lobi, patenti o eretti, hanno una forma deltata o più o meno lanceolata; il colore può essere giallo o malva.

- Androceo: l'androceo è formato da 5 stami (alternati ai lobi della corolla) sorretti da filamenti generalmente liberi; gli stami sono connati e formano un manicotto circondante lo stilo. Le antere possono essere sia di tipo basifissa che mediofissa (ossia attaccate al filamento per la base – nel primo caso; oppure in un punto intermedio – nel secondo caso).[13] Questa caratteristica ha valore tassonomico in quanto distingue i generi gli uni dagli altri. Il tessuto endoteciale (rivestimento interno dell'antera) è quasi sempre polarizzato (con due superfici distinte: una verso l'esterno e una verso l'interno). Il polline è sferico con un diametro medio di circa 25 micron;  è tricolporato (con tre aperture sia di tipo a fessura che tipo isodiametrica o poro) ed è echinato (con punte sporgenti).

- Gineceo: l'ovario è infero uniloculare formato da 2 carpelli. Lo stilo (il recettore del polline) è profondamente bifido (con due stigmi divergenti) e con le linee stigmatiche marginali separate o contigue. I due bracci dello stilo hanno una forma troncata e possono essere papillosi o ricoperti da ciuffi di peli.

Frutti. I frutti sono degli acheni con pappo (a volte il pappo può mancare);
- achenio: la forma degli acheni è cilindrica o obovoide (sono compressi dorsoventralmente) con diverse coste (da 2 a 5); il pericarpo è lanoso o pubescente;
- pappo: normalmente il pappo è composto da squame o setole; in altri casi si può avere un corto orlo di squame laciniate oppure è assente del tutto.

## Biologia
Impollinazione: l'impollinazione avviene tramite insetti (impollinazione entomogama tramite farfalle diurne e notturne).

Riproduzione: la fecondazione avviene fondamentalmente tramite l'impollinazione dei fiori (vedi sopra).

Dispersione: i semi (gli acheni) cadendo a terra sono successivamente dispersi soprattutto da insetti tipo formiche (disseminazione mirmecoria). In questo tipo di piante avviene anche un altro tipo di dispersione: zoocoria. Infatti gli uncini delle brattee dell'involucro (se presenti) si agganciano ai peli degli animali di passaggio disperdendo così anche su lunghe distanze i semi della pianta. Inoltre per merito del pappo (se presente) il vento può trasportare i semi anche a distanza di alcuni chilometri (disseminazione anemocora).

## Distribuzione e habitat
Le specie di questo genere sono distribuite in Africa meridionale (Botswana, Province del Capo, Lesotho, Namibia). Una specie è introdotta in Sardegna.

## Sistematica
La famiglia di appartenenza di questa voce (Asteraceae o Compositae, nomen conservandum) probabilmente originaria del Sud America, è la più numerosa del mondo vegetale, comprende oltre 23.000 specie distribuite su 1.535 generi, oppure 22.750 specie e 1.530 generi secondo altre fonti (una delle checklist più aggiornata elenca fino a 1.679 generi). La famiglia attualmente (2021) è divisa in 16 sottofamiglie; la sottofamiglia Asteroideae è una di queste e rappresenta l'evoluzione più recente di tutta la famiglia.

### Filogenesi
Il gruppo di questa voce è descritto nella tribù Anthemideae, una delle 21 tribù della sottofamiglia Asteroideae). In base alle ultime ricerche nella tribù sono stati individuati (provvisoriamente) 4 principali lignaggi (o cladi): "Southern hemisphere grade", "Asian-southern African grade", "Eurasian grade" e "Mediterranean clade". Il genere  Eriocephalus (insieme alla sottotribù Athanasiinae) è incluso nel clade Southern hemisphere grade..
La sottotribù Athanasiinae è caratterizzata dalle seguenti proprietà: il ricettacolo, piatto (o da emisferico a conico), è provvisto, oppure no, di pagliette; Il tessuto endoteciale è quasi sempre polarizzato; l'indumento è formato da peli basifissi (o anche mediafissi); il numero cromosomico di base è x = 8.
Da un punto di vista filogenetico il genere  Eriocephalus occupa, nell'ambito della sottotribù, una posizione più o meno "basale".
I caratteri distintivi del genere sono:
- le brattee dell'involucro sono disposte su due file disuguali: quelle esterne sono scariose con ampi margini, quelle interne sono connate intensamente villose;
- le pagliette del ricettacolo sono densamente villose.

Il numero cromosomico delle specie di questo genere è: 2n = 18 e 36 (specie poliploidi).
In precedenti trattazioni le specie di questo genere sono descritte nel "Cotula Group".

### Elenco delle specie
Questo genere ha 36 specie:
A - B - C
- Eriocephalus africanus L.
- Eriocephalus ambiguus (DC.) M.A.N.Müll.
- Eriocephalus aromaticus C.A.Sm.
- Eriocephalus aspalathoides DC.
- Eriocephalus brevifolius (DC.) M.A.N.Müll.
- Eriocephalus capitellatus DC.

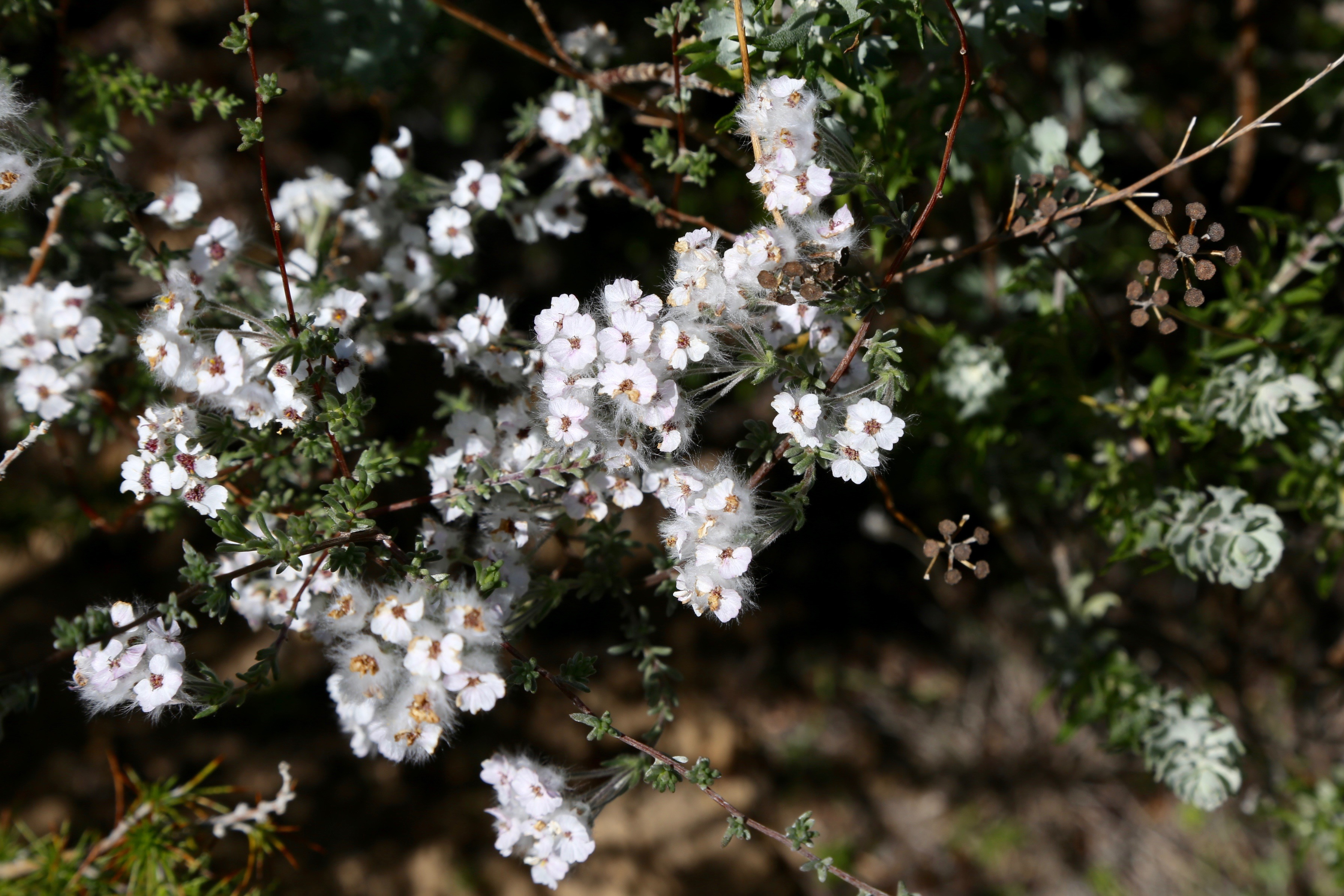
Eriocephalus africanus
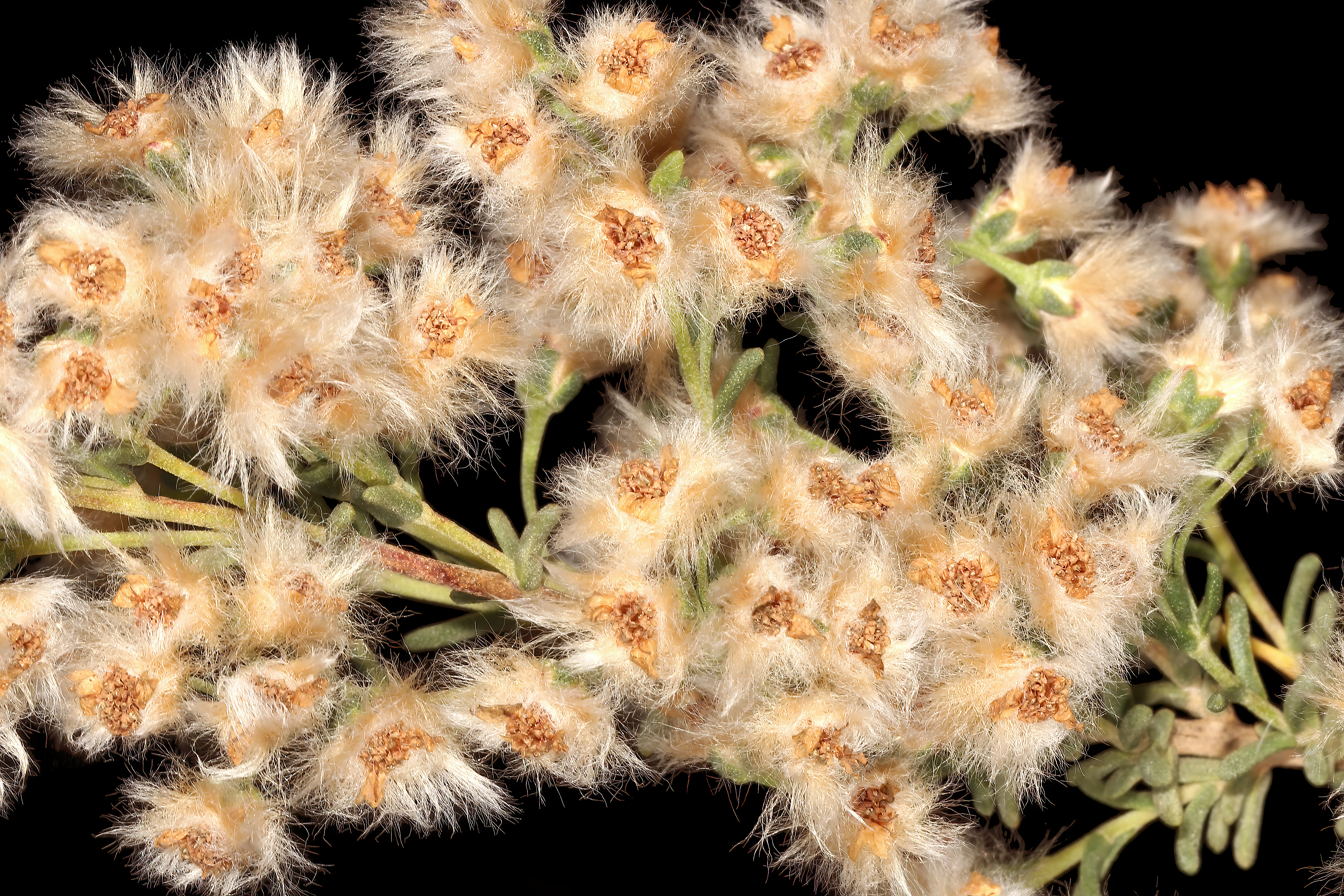
Eriocephalus brevifolius

D...L
- Eriocephalus dinteri S.Moore
- Eriocephalus ericoides (L.f.) Druce
- Eriocephalus eximius DC.
- Eriocephalus giessii M.A.N.Müll.
- Eriocephalus glandulosus M.A.N.Müll.
- Eriocephalus grandiflorus M.A.N.Müll.
- Eriocephalus hirsutus Burtt Davy
- Eriocephalus karooicus M.A.N.Müll.
- Eriocephalus kingesii Merxm. & Eberle
- Eriocephalus klinghardtensis M.A.N.Müll.
- Eriocephalus longifolius M.A.N.Müll.

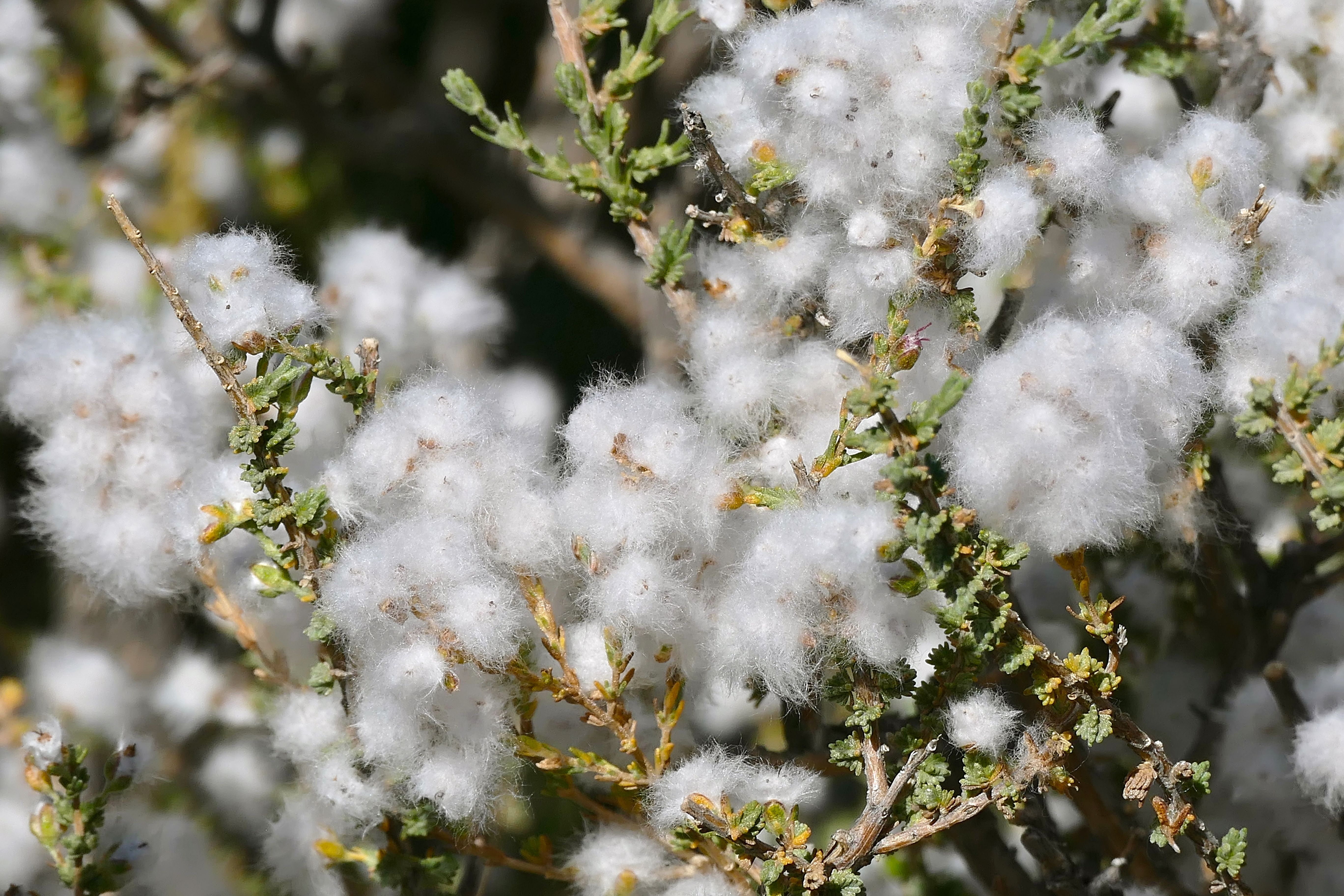
Eriocephalus ericoides
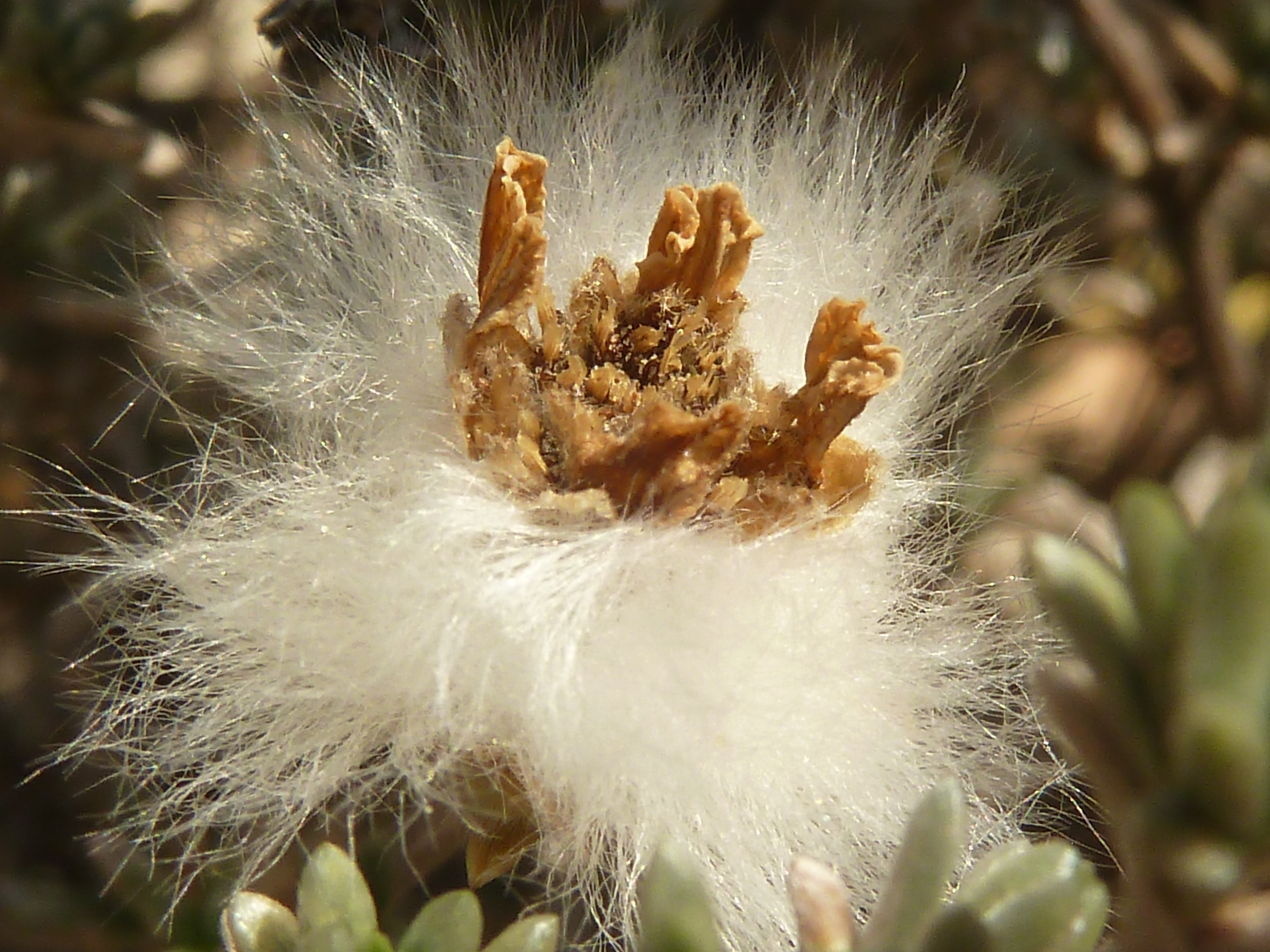
Eriocephalus eximius

M - N - P
- Eriocephalus macroglossus B.Nord.
- Eriocephalus merxmuelleri M.A.N.Müll.
- Eriocephalus microcephalus DC.
- Eriocephalus microphyllus DC.
- Eriocephalus namaquensis M.A.N.Müll.
- Eriocephalus pauperrimus Merxm. & Eberle
- Eriocephalus pinnatus O.Hoffm.
- Eriocephalus pteronioides DC.
- Eriocephalus punctulatus DC.
- Eriocephalus purpureus Burch. ex G.Don

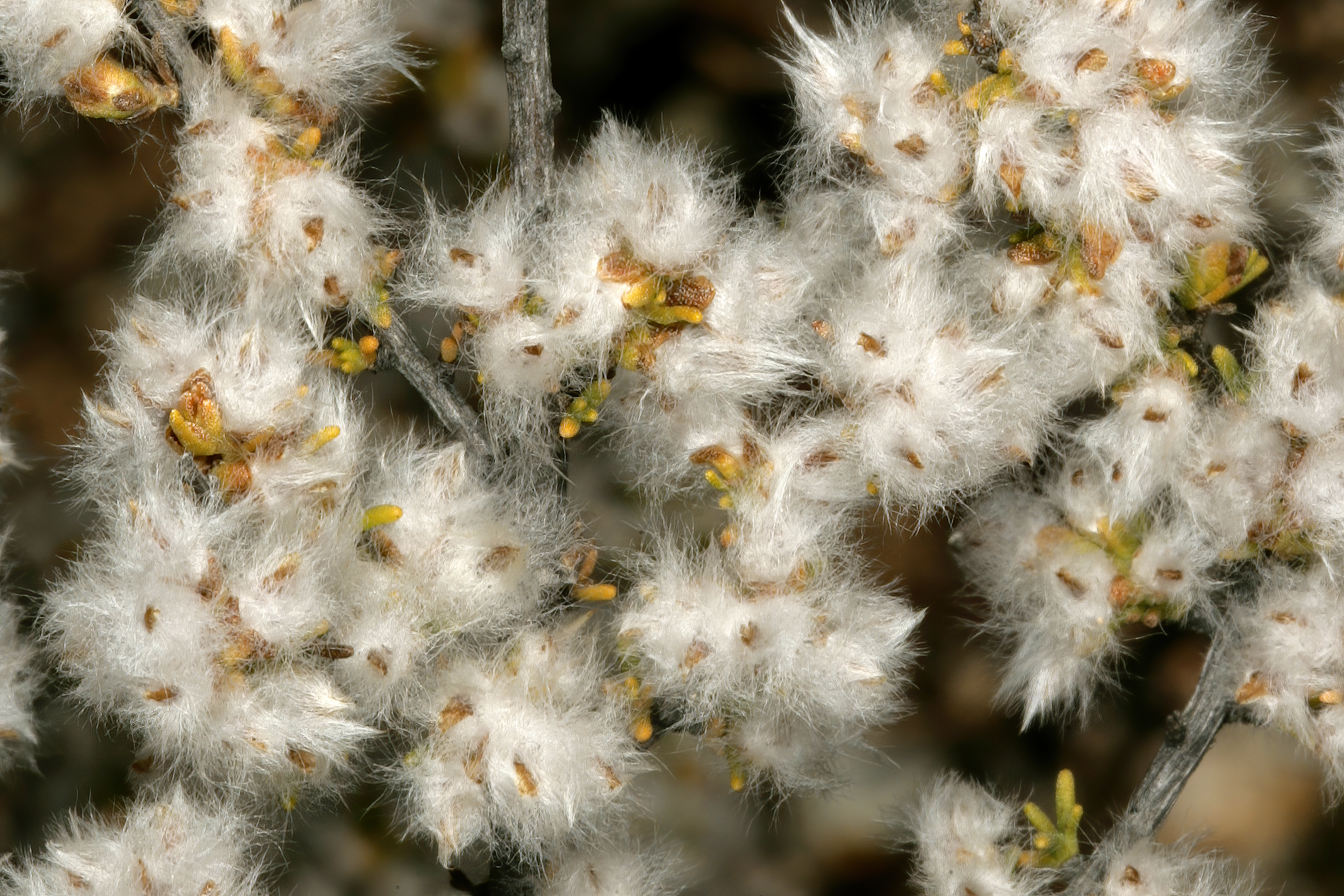
Eriocephalus microphyllus

R - S - T
- Eriocephalus racemosus L.
- Eriocephalus scariosissimus S.Moore
- Eriocephalus scariosus DC.
- Eriocephalus septulifer DC.
- Eriocephalus sericeus Gaudich. ex DC.
- Eriocephalus spinescens Burch.
- Eriocephalus tenuifolius DC.
- Eriocephalus tenuipes C.A.Sm.
- Eriocephalus tuberculosus DC.

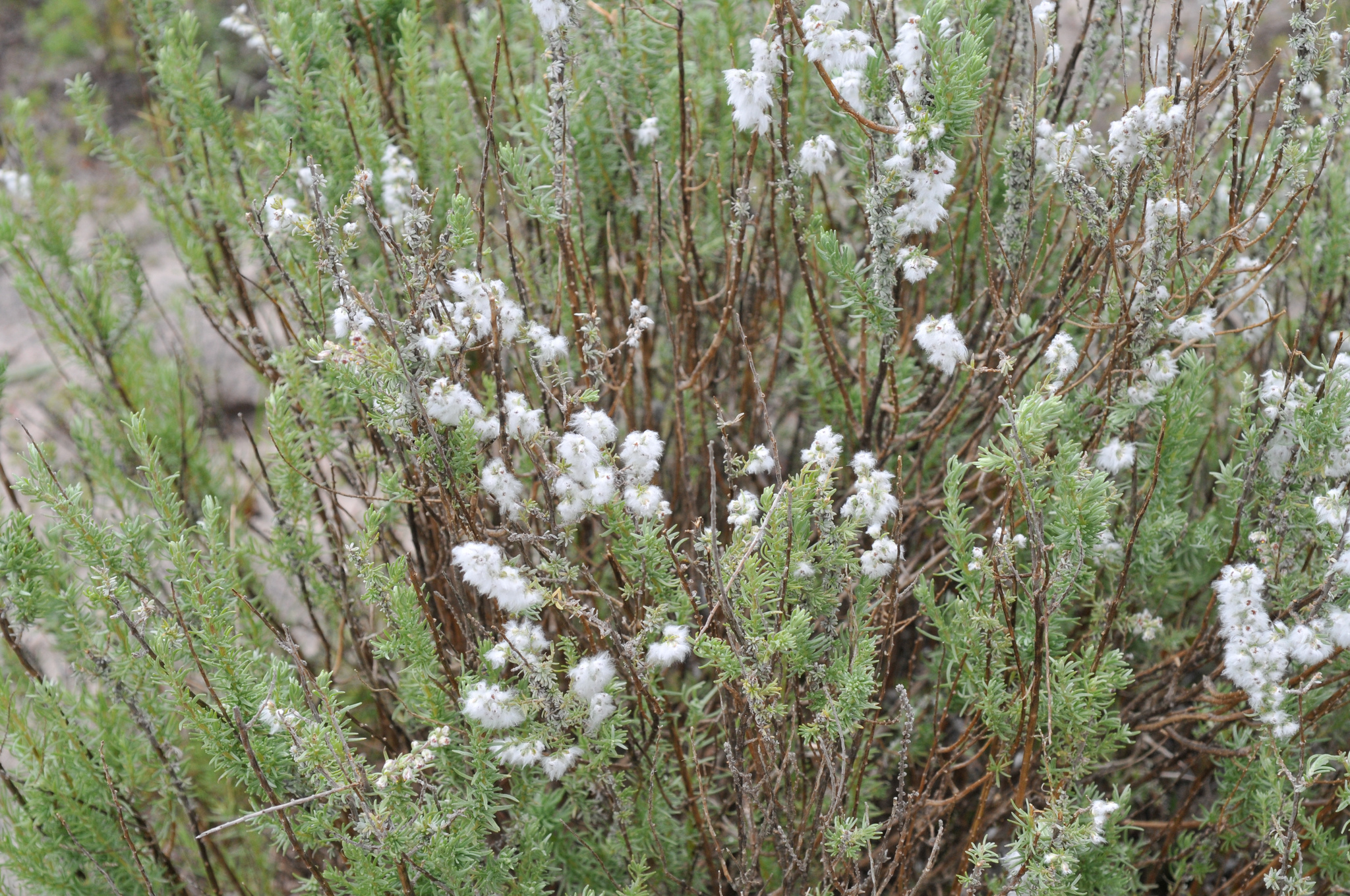
Eriocephalus racemosus
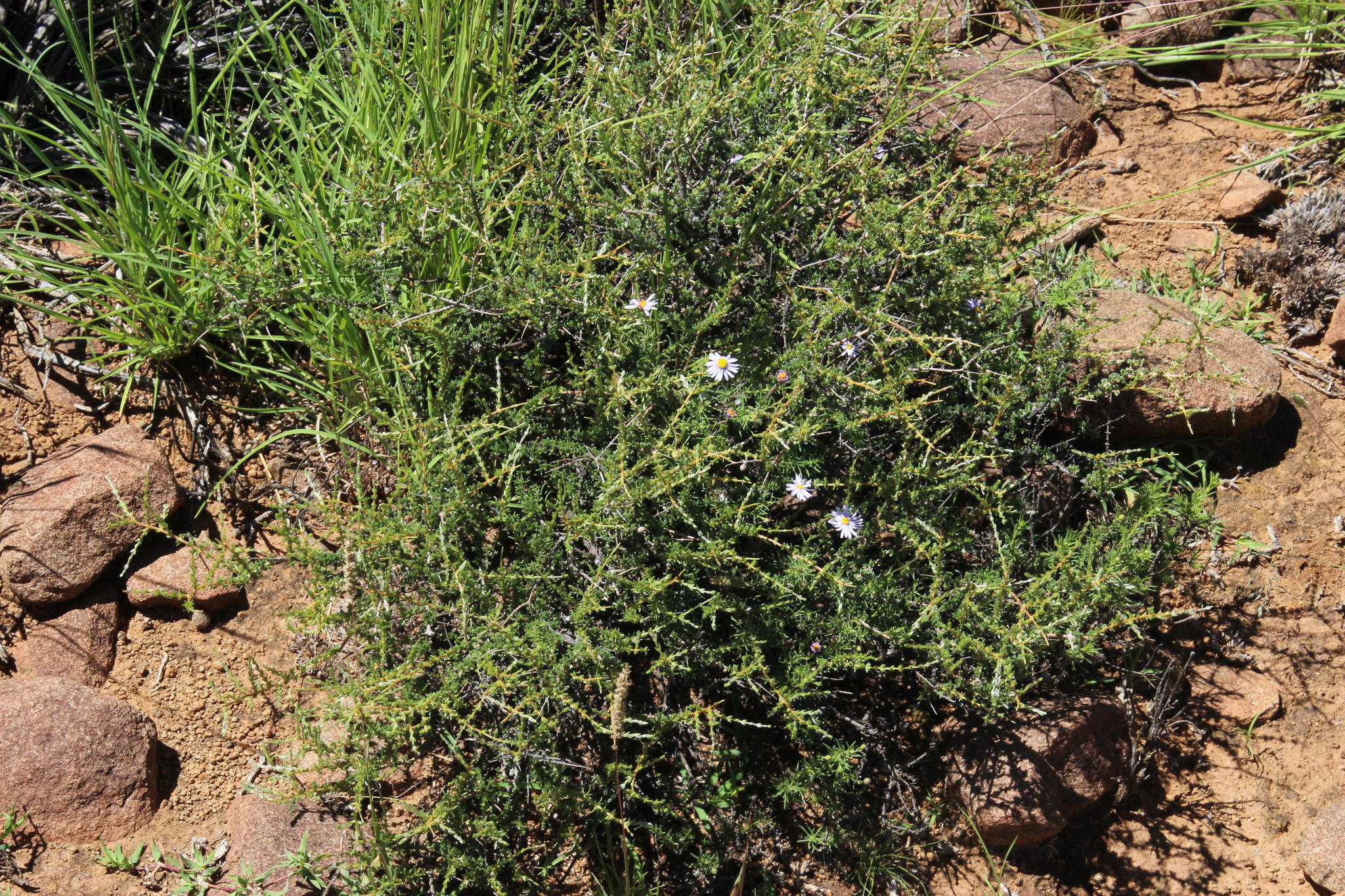
Eriocephalus spinescens

### Sinonimi
Sono elencati alcuni sinonimi per questa entità:
- Brachygyne Cass.
- Cryptogyne  Cass.
- Monochlaena  Cass.
- Siphonogyne  Cass.
- Stenogyne  Cass.

### Flora spontanea italiana
Nella flora spontanea italiana è presente una specie (introdotta):
- Eriocephalus africanus L. - Eriocefalo africano: l'altezza massima della pianta è di 1 m; il ciclo biologico è perenne; la forma biologica è camefita suffruticosa (Ch suffr); il tipo corologico è Sud Africano; l'habitat tipico sono gli ambienti antropizzati e agricoli; in Italia si trova in Sardegna e Liguria fino ad una quota di 50 m s.l.m..

Questa specie può essere confusa con le specie del genere Achillea, ma si distingue per le brattee dell'involucro disposte in due serie disuguali; le foglie sono cilindriche e carnose.